# Convair XC-99
Convair XC-99 je bilo predlagano šestmotorno propelersko transportno letalo. XC-99 je bil največje kopensko batno transportno letalo (Hughes H-4 Hercules je bil vodni). Razvit je bil na podlagi bombnika B-36, imel je enaka krila in druge strukture. Prototip XC-99 je prvič poletel 23. novembra 1947 v San Diegu. Po testiranju so ga dostavili Vojnemu letalstvu ZDA.
Načrtovana kapaciteta je bil 45.000 kg tovora ali 400 polno opremljenih vojakov. Motorji so bil nameščeni v konfiguraciji potisnik.
Julija 1950 je XC-99 poletel na svojo prvo tovorno misijo »operacija Slon«. Ponesel je okrog 45.500 kg tovora – motorje, propelerje in druge dele za  B-36 – iz San Diega do zračnega oporišča Kelly v San Antoniu (Teksas), kasneje je dvignil še dve toni težji tovor. Potem je poletel na 19.000 km dolg let in povzročil veliko zanimanje, kjerkoli se je pojavil.
Vojno letalstvo je sklenilo, da ni potrebe bo tako velikem letalu in jih zato ni naročilo. Edini XC-99 je služil do leta 1957 in zbral 7400 ur letenja ter transportiral 27.215 ton tovora. 

## Tehnične specifikacije
- Posadka: 5 + 5 (v rezervi)
- Kapaciteta: 400 vojakov ali 45 ton tovora
- Dolžina: 182 ft 6 in (55,64 m)
- Razpon kril: 230 ft 0 in (70,12 m)
- Višina: 57 ft 6 in (17,53 m)
- Površina kril: 4 772 ft² (443,5 m²)
- Prazna teža: 135 232 lb (61 469 kg)
- Naložena teža: 265 000 lb (120 455 kg)
- Maks. vzletna teža: 320 000 lb (145 455 kg)
- Motorji: 6 × Pratt & Whitney R-4360-41 Wasp Major 28-valjni zračno hlajeni zvezdasti motorji,, 3 500 KM (2 611 kW) vsak

- Maks. hitrost: 307 mph (267 vozlov, 494 km/h)
- Dolet: 8 100 mi (7 043 nmi, 13 041 km)
- Višina leta (servisna): 30 000 ft (9 150 m)